# Chu San Zang jiji
Chu San Zang jiji (出三藏記集 / 出三藏记集, englisch A Collection of Records concerning the Tripitaka; T 2145), eine Sammlung von Berichten zum Tripitaka, ist der früheste existierende Katalog chinesischer buddhistischer Texte. Der  Katalog des ins Chinesische übersetzten buddhistischen Schrifttum wurde von dem buddhistischen Meister und Historiker Sengyou 僧祐 (445–518) in der Qi-Liang-Zeit der Südlichen Dynastien zusammengestellt. Neben der buddhistischen Sammlung Hongming ji ist es sein berühmtestes Werk. 1995 erschien eine Ausgabe im Zhonghua-Verlag.